# دافيدي روسي
دافيدي روسي (بالإيطالية: Davide Rossi)‏ هو عازف كمان وملحن ومنتج أسطوانات إيطالي، ولد في 7 أغسطس 1970 في تورينو في إيطاليا.

## وصلات خارجية
- دافيدي روسي على موقع ميوزك برينز (الإنجليزية)
- دافيدي روسي على موقع ديسكوغز (الإنجليزية)